# Bohults naturreservat
Bohult är ett naturreservat i Slättåkra socken i den nordöstra delen av Halmstads kommun i Halland.
Området består av gammal vildvuxen bokskog i en sluttning ner mot Övrabökesjön. Här växer även ekar. I det närbelägna Övraböke naturreservat finns lämningar från bronsåldern, järnåldern, medeltiden fram till nutid och därför är det troligt att även Bohult har en mycket lång odlingshistoria.
Reservatet är skyddat sedan 2011 och omfattar 15 hektar. I närheten finns naturreservaten Övraböke och Getabäcken. Dessa tre skyddade områden ligger några kilometer norr om Slättåkra.